# Aaron Van Schaick Cochrane

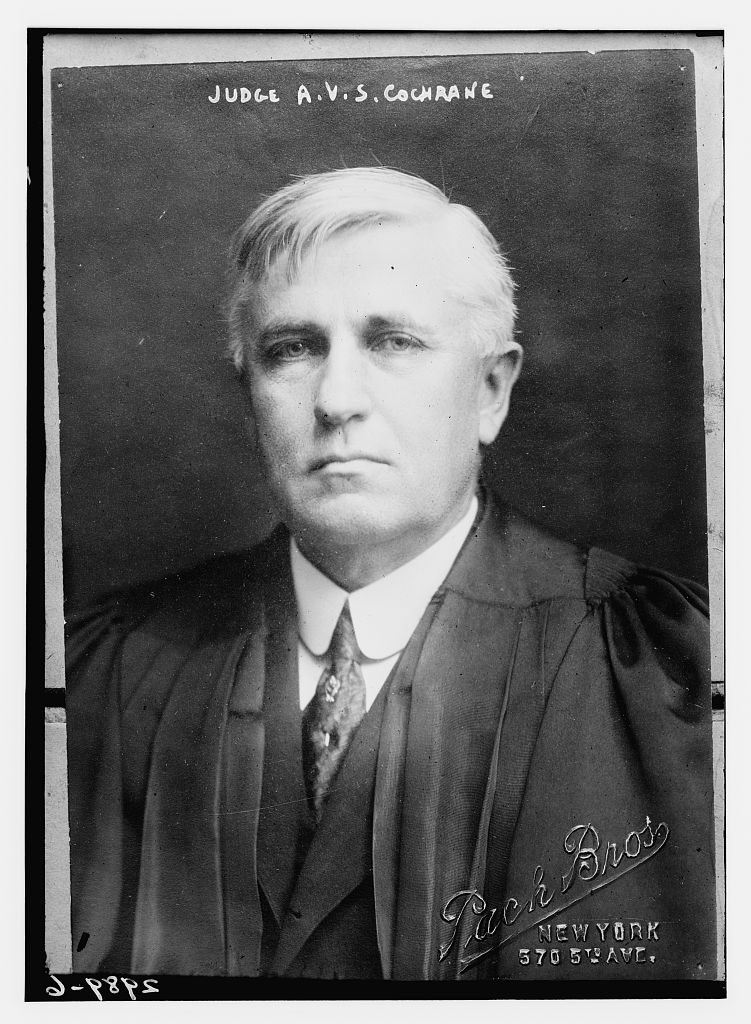
Aaron V. S. Cochrane

Aaron Van Schaick Cochrane (* 14. März 1858 in Coxsackie, New York; † 7. September 1943 in Hudson, New York) war ein US-amerikanischer Jurist und Politiker. Zwischen 1897 und 1901 vertrat er den Bundesstaat New York im US-Repräsentantenhaus. Der Kongressabgeordnete Isaac W. Van Schaick war sein Onkel.

## Werdegang
Aaron Van Schaick Cochrane wurde ungefähr drei Jahre vor dem Ausbruch des Bürgerkrieges in Coxsackie im Greene County geboren. Er besuchte Gemeinschaftsschulen und das Hudson River Institute in Claverack. 1879 graduierte er am Yale College und zog im selben Jahr nach Hudson. Er studierte Jura. Seine Zulassung als Anwalt erhielt er 1881 und begann dann in Hudson zu praktizieren. Er war 1887 und 1888 City Judge in Hudson. Zwischen 1889 und 1892 bekleidete er den Posten als Bezirksstaatsanwalt (district attorney) im Columbia County. Politisch gehörte er der Republikanischen Partei an.
Bei den Kongresswahlen des Jahres 1896 für den 55. Kongress wurde Cochrane im 19. Wahlbezirk von New York in das US-Repräsentantenhaus in Washington, D.C. gewählt, wo er am 4. März 1897 die Nachfolge von Frank S. Black antrat. Er wurde einmal wiedergewählt. Da er auf eine erneute Kandidatur im Jahr 1900 verzichtete, schied er nach dem 3. März 1901 aus dem Kongress aus.
Man wählte ihn 1901 zum beisitzenden Richter (associate justice) am New York Supreme Court. Er wurde 1915 wiedergewählt. Seine Amtszeit endete 1928. Gouverneur Nathan Lewis Miller ernannte ihn 1922 zum vorsitzenden Richter (presiding justice) an der Berufungskammer (appellate division) des New York Supreme Courts. Cochrane trat 1928 von seinem Richterposten zurück, war allerdings bis 1941 weiter als offizieller Schiedsrichter (official referee) tätig. Am 7. September 1943 verstarb er in Hudson. Sein Leichnam wurde dann auf dem Riverside Cemetery in Coxsackie beigesetzt.